# Louis Martin (tyngdlyftare)
Louis George Martin, född 11 november 1936 i Kingston, död 16 januari 2015 i Heanor, var en brittisk tyngdlyftare.
Martin blev olympisk silvermedaljör i 90-kilosklassen i tyngdlyftning vid sommarspelen 1964 i Tokyo.